# Emmanuel Okoduwa
Emmanuel Okoduwa, właśc. Emmanuel Osei Okoduwa (ur. 21 listopada 1983, Nigeria) – nigeryjski piłkarz, grający na pozycji napastnika, reprezentant Nigerii.

## Kariera piłkarska

### Kariera klubowa
Swoją piłkarską karierę Okoduwa zaczynał w zespole First Bank FC. W 2001 roku był zawodnikiem pierwszego zespołu walczącego w drugiej lidze. Zespołowi nie udało się jednak wywalczyć awansu do pierwszej ligi.
W lipcu 2001 Okoduwa przebywał na testach w ukraińskim pierwszoligowym klubie Worskła Połtawa. Jednak nie zdołał podpisać kontraktu przed zamknięciem okna transferowego i na pół roku wrócił do ojczyzny, a w zimie 2002 w końcu został zawodnikiem Worskły. W drużynie z miasta Połtawa Okoduwa wystąpił w 13 meczach i strzelił 3 gole. W lidze zadebiutował 16 marca w przegranym 0:4 wyjazdowym meczu z Szachtarem Donieck, a swojego pierwszego gola zdobył 13 kwietnia w zremisowanym 2:2 meczu z Krywbasem Krzywy Róg.
Latem 2002 za 500 tysięcy euro Okoduwa przeniósł się do Arsenału Kijów. W swoim czwartym ligowym meczu dla Arsenału zdobył 2 gole w wygranym 8:1 meczu z Wołyniem Łuck. Łącznie w sezonie zagrał w 26 meczach zdobywając w nich 7 goli i zajmując ze swoim klubem 5. miejsce w tabeli. W sezonie 2003/2004 drużyna Arsenału zagrała gorzej jak w poprzednim i skończyła na 9. miejscu w tabeli. Dorobek Emmanuela w lidze to 21 meczów i tylko 2 zdobyte bramki. Rok później Arsenał znów zajął 9. miejsce, ale Okoduwa grał już skuteczniej i uzyskał 8 bramek w lidze. Błysk talentu Okoduwy nastąpił w sezonie 2005/2006, w którym to zdobył 15 z 31 ligowych bramek Arsenału i wraz z Brazylijczykiem z Szachtara, Brandão wywalczył tytuł króla strzelców ligi ukraińskiej. Bramki te znacznie przyczyniły się do obrony Arsenału przed spadkiem z ligi i zajął w niej bezpieczne 12. miejsce.
Skuteczność Okoduwy została zauważona w Doniecku i latem 2006 za milion euro Nigeryjczyk zasilił szeregi Szachtara stając się klubowym kolegą swojego rodaka Juliusa Aghahowy. W Szachtarze Okoduwa jednak miał dużo większą konkurencję niż w Arsenale i za konkurentów do gry w ataku miał takich piłkarzy jak wspomniani Aghahowa, Brandão, czy Andrij Worobiej lub Rumun Ciprian Marica. Między innymi to też było powodem tego, iż nie wywalczył miejsca w podstawowej jedenastce klubu i w rozgrywkach Ligi Mistrzów ani razu nie pojawił się na boisku, pomimo że grał w kwalifikacyjnych meczach z Legią Warszawa. W lidze zagrał zaledwie w 3 meczach i zimą 2007 przeszedł do Metalurga Donieck. Latem 2007 został wypożyczony do Kubania Krasnodar. 2 września debiutował w Rosyjskiej Premier Lidze w meczu przeciwko Zenit Sankt Petersburg|Zenitu Sankt Petersburg. Kiedy Kubań spadł z Premier Ligi na początku 2008 sprzedany do Germinal Beerschot Antwerpia. W maju 2008 na życzenie Jurija Siomina, wtedy trenera Dynama Kijów klub wykupił kontrakt i Okoduwa podpisał z Dynamem nowy 5-letni kontrakt. Jednak w Dynamie nie potrafił przebić się do podstawowej jedenastki i w lipcu 2009 ponownie został wypożyczony do Kubania Krasnodar. Latem 2010 po powrócił do Kijowa, próbował jesienią 2010 swoich sił w Wołyni Łuck, a w czerwcu 2011 w Krywbasie Krzywy Róg. Jednak pozostał w Dynamie, gdzie bronił barw drugiej drużyny.
| Sezon   | Klub             | Kraj    | Rozgrywki                            | Mecze | Bramki |
| ------- | ---------------- | ------- | ------------------------------------ | ----- | ------ |
| 2001    | First Bank FC    | Nigeria | druga liga                           | ?     | ?      |
| 2001/02 | Worskła Połtawa  | Ukraina | Ukraińska Wyszcza Liha               | 13    | 3      |
| 2002/03 | Arsenał Kijów    | Ukraina | Ukraińska Wyszcza Liha               | 26    | 7      |
| 2003/04 | Arsenał Kijów    | Ukraina | Ukraińska Wyszcza Liha               | 21    | 2      |
| 2004/05 | Arsenał Kijów    | Ukraina | Ukraińska Wyszcza Liha               | 24    | 8      |
| 2005/06 | Arsenał Kijów    | Ukraina | Ukraińska Wyszcza Liha               | 29    | 15     |
| 2006/07 | Szachtar Donieck | Ukraina | Ukraińska Wyszcza Liha               | 3     | 0      |
| 2006/07 | Metałurh Donieck | Ukraina | Ukraińska Wyszcza Liha               |       |        |
|         |                  |         | Łącznie w Ukraińskiej Wyszczej Lidze | 116   | 35     |

### Kariera reprezentacyjna
W 2001 roku Okoduwa był zawodnikiem juniorskiej reprezentacji Nigerii Under-17 i zdobył dla niej między innymi gola w zwycięskim 3:0 ostatnim meczu kwafikacyjnym do Mistrzostw Afryki Juniorów z Seszelami. W reprezentacji zmienił się jednak szkoleniowiec, który zrezygnował z usług Okoduwy i nie zabrał go między innymi na turniej Meridian Cup.
W 2006 roku po raz pierwszy dostał powołanie do pierwszej reprezentacji „Super Orłów”. W meczu kwalifikacyjnym do Pucharu Narodów Afryki 2008 z Beninem nie zagrał jednak ani minuty.